# Matthew Chapman
Matthew Chapman né le 2 septembre 1950 à Cambridge,  est journaliste, scénariste, et réalisateur américain.

## Filmographie

### Producteur
- 1995 : Citizen X de Chris Gerolmo
- 2009 : O Homem que Engarrafava Nuvens de Lírio Ferreira (documentaire)

### Réalisateur
- 1980 : Hussy (en)
- 1983 : Strangers Kiss
- 1986 : Mort en eau trouble (en) (Slow Burn)
- 1988 : Au Cœur de minuit (en) (Heart of Midnight)
- 2011 : Au bord du gouffre (The Ledge)

### Scénariste
- 1980 : Hussy (en)
- 1983 : Strangers Kiss
- 1986 : Mort en eau trouble (en) (Slow Burn)
- 1988 : Au Cœur de minuit (en) (Heart of Midnight)
- 1991 : A Grande Arte (en) de Walter Salles
- 1992 : Jeux d'adultes (Consenting Adults)  de Alan J. Pakula
- 1994 : Color of Night de Richard Rush
- 2001 : Escrocs (What's the Worst That Could Happen ?)  de Sam Weisman
- 2003 : Le Maître du jeu (Runaway Jury)  de Gary Fleder
- 2009 : Black Water Transit (en) de Tony Kaye
- 2011 : Au bord du gouffre (The Ledge)
- 2013 : Reaching for the Moon (Flores Raras) de Bruno Barreto